# Roland Grubb Kent
Roland Grubb Kent (* 24. Februar 1877 in Wilmington; † 27. Juni 1952 in Philadelphia) war ein US-amerikanischer Altphilologe.

## Leben
Kent wurde am 24. Februar 1877 in Wilmington im US-Bundesstaat Delaware geboren. Seine Eltern waren der Holzhändler Lindley Coates sowie Anna Grubb. Im Jahr 1904 heiratete er Gertrude Freeman Hall.
1934 wurde Kent in die American Academy of Arts and Sciences gewählt.
Er starb am 27. Juni 1952 in Philadelphia im US-Bundesstaat Pennsylvania.

## Schriften (Auswahl)
- A History of Thessaly from the Earliest Historical Times to the Accession of Philip V of Macedonia. Pennsylvania, 1903. (Dissertation)
- Studies in the Old Persian Inscriptions (=Journal of the American Oriental Society. Band 35). American Oriental Society 1918, S. 321–352.
- Language & philology. Boston 1923.
- The Old Persian Cuneiform Inscriptions of Artaxerxes II and Artaxerxes III (=Transactions and Proceedings of the American Philological Association. Band 55). Johns Hopkins University Press 1924, S. 52–61.
- The textual criticism of inscriptions. Philadelphia 1926.
- The sounds of Latin: a descriptive and historical phonology. Philadelphia 1932.
- Varro: De Lingua Latina. 2 Bände. Cambridge Massachusetts, London 1938. (Digitalisat)
- Old Persian. Grammar, Texts, Lexicon. 2. revidierte Edition (= American Oriental Series. Band 33). New Haven 1953. (Digitalisat).